# Sigatargis commensalis
Sigatargis commensalis är en ringmaskart som beskrevs av Misra 1999. Sigatargis commensalis ingår i släktet Sigatargis och familjen Pilargidae. Inga underarter finns listade i Catalogue of Life.